# بارادیل
بارادیل (به هلندی: Barradeel) یک منطقهٔ مسکونی در هلند است که در فریسلاند واقع شده‌است. بارادیل ۶۶٫۹۸ کیلومتر مربع مساحت و ۶٬۷۴۷ نفر جمعیت دارد.